# カールトン郡 (ミネソタ州)

ミネソタ州内の位置

カールトン郡（Carlton County）は、アメリカ合衆国ミネソタ州に位置する郡である。人口は31,671人（2000年）である。郡庁所在地はカールトンである。Fond du Lac インディアン指定保留地 の一部はこの郡内にある。

## 地理
アメリカ合衆国統計局によると、この郡は総面積2,267 km2 (875 mi2) である。このうち2,228 km2 (860 mi2) が陸地で39 km2 (15 mi2) が水地域である。総面積の1.70%が水地域となっている。

### 隣接する郡
- セントルイス郡  (北及び北東)
- ダグラス郡 (ウィスコンシン州)  (南東)
- パイン郡  (南)
- エイキン郡  (西)

## 人口動勢
2000年国勢調査で、この郡は人口31,671人、12,064世帯、及び8,408家族が暮らしている。人口密度は14/km2 (37/mi2) である。6/km2 (16/mi2) の平均的な密度に13,721軒の住宅が建っている。この郡の人種的な構成は白人91.75%、アフリカン・アメリカン0.97%、先住民5.19%、アジア0.35%、太平洋諸島系0.01%、その他の人種0.21%、及び混血1.52%である。ここの人口の0.84%はヒスパニックまたはラテン系である。
この郡内の住民は25.40%が18歳未満の未成年、18歳以上24歳以下が7.70%、25歳以上44歳以下が28.40%、45歳以上64歳以下が23.50%、及び65歳以上が15.10%にわたっている。中央値年齢は38歳である。女性100人ごとに対して男性は102.70人である。18歳以上の女性100人ごとに対して男性は102.20人である。
この郡内の世帯ごとの平均的な収入は40,021米ドルであり、家族ごとの平均的な収入は48,406米ドルである。男性は38,788米ドルに対して女性は25,555米ドルの平均的な収入がある。この郡の一人当たりの収入 (per capita income) は18,073米ドルである。人口の7.90%及び家族の5.40%は貧困線以下である。全人口のうち18歳未満の8.20%及び65歳以上の9.30%は貧困線以下の生活を送っている。

## 都市及び町

### 都市
- Barnum
- カールトン
- Cloquet
- Cromwell
- Kettle River
- Moose Lake
- Scanlon
- トムソン
- Wrenshall
- Wright

### 郡区
- Atkinson Township
- Automba Township
- Barnum Township
- ベースマン郡区
- ブラックハーフ郡区
- イーグル郡区
- Holyoke Township
- Kalevala Township
- Lakeview Township
- Mahtowa Township
- Moose Lake Township
- Perch Lake Township
- シルバー郡区
- シルバーブルック郡区
- Skelton Township
- Split Rock Township
- トムソン郡区
- Twin Lakes Township
- Wrenshall Township

### 組織されていない
- クリアークリーク
- ノースカールトン